# Charles Wuorinen
Charles Wuorinen (New York, 9 giugno 1938 – New York, 11 marzo 2020) è stato un compositore di musica contemporanea statunitense.
Ha ottenuto il premio Pulitzer nel 1970 ed anche il premio MacArthur. Fa parte dell'American Academy of Arts and Letters e dell'American Academy of Arts and Sciences.

## Opere
- Brokeback Mountain - 2014, su libretto e dal romanzo di Annie Proulx
- Second Piano Quintet - 2008
- Synaxis - 2007
- Fourth Piano Sonata - 2007
- Eighth Symphony (Theologoumena) - 2006
- Fourth Piano Concerto - 2003
- Harun e il mar delle storie - libretto di James Fenton, dal romanzo di Salman Rushdie - 2001[1]
- Symphony Seven - 1997
- Percussion Quartet - 1994
- Piano Quintet - 1994
- Christes Crosse (after Thomas Morley) - 1994
- A Winter's Tale - testo di Dylan Thomas - 1991
- Five: Concerto for Amplified Cello and Orchestra - 1987
- Bamboula Beach - 1986
- Horn Trio Continued - 1985
- Natural Fantasy - 1985
- Trombone Trio - 1985
- Prelude to Kullervo - 1985
- Movers and Shakers - 1984
- Bamboula Squared - 1984
- New York Notes - 1982
- Horn Trio - 1981
- Trio for Bass Instruments - 1981
- The Blue Bamboula - 1980
- Percussion Duo - 1979
- Second String Quartet - 1979
- Fortune - 1979
- Archaeopteryx for Bass Trombone and 10 Players - 1978
- Archangel for Bass Trombone and String Quartet - 1977
- Tashi - 1975/6
- Cello Variations II - 1975
- Hyperion - 1975
- A Reliquary for Igor Stravinsky - 1975
- A Song to the Lute in Musicke - 1970
- Time's Encomium - 1969